# Distrito electoral federal 41 del estado de México
El Distrito electoral federal 41 del estado de México es uno de los 300 distritos electorales en los que se encuentra dividido el territorio de México para la elección de diputados federales y uno de los 41 en los que se divide el estado de México. Su cabecera es la ciudad de Ojo de Agua.
El distrito 41 del estado de México fue creado por el proceso de distritación de 2017 llevado a cabo por el Instituto Nacional Electoral y está formado por el territorio del municipio de Tecámac en su totalidad.
En consecuencia el distrito 41 eligió por primera vez diputado en 2018, para la LXIV Legislatura.
En el 2022 se suprimió el Distrito 41 y se sustituyó por el Distrito 20 que hasta ese momento pertenecía al municipio de Nezahualcóyotl.
En la nomenclatura de los distritos electorales federales se utilizan números arábigos y en los distritos electorales locales en el estado de México se utilizan números romanos. 

## Diputados por el distrito
| Diputado                         | Grupo parlamentario | Legislatura | Periodo     |
| -------------------------------- | ------------------- | ----------- | ----------- |
| Nancy Claudia Resendiz Hernández |                     | LXIV        | 2018 - 2021 |
| Sue Ellen Bernal Bolnik          |                     | LXV         | 2021 -      |